# Ametris
Ametris là một chi bướm đêm thuộc họ Geometridae.

## Các loài
- Ametris nitocris (Cramer, 1780)